# Molophilus (Molophilus) dravidianus
Molophilus (Molophilus) dravidianus is een tweevleugelige uit de familie steltmuggen (Limoniidae). De soort komt voor in het Oriëntaals gebied.